# 昆源
昆源（?—?）蒙古镶蓝旗人，噶奇特氏，清朝及中华民国军事人物。

## 生平
光绪三十二年闰四月二十九日（1906年6月20日），袁世凯在《记名副都绕昆源等请旨简用片》中称，“再，记名副都统昆源，为前任黑龙江将军恩泽之子，少随任所，留心时事，凤谐赘铃，东北边情，了如指掌。”
1912年2月9日，清廷以昆源代替锡良署热河都统。中华民国北京政府于1912年先后任命姜桂题、熊希齡担任热河都统，未到任前均由昆源署。

## 家庭
- 父：恩泽，蒙古镶蓝旗人，噶奇特氏，原黑龙江将军。[4]